# Усады (Лаишевский район)
Уса́ды — село в Лаишевском районе Республики Татарстан. Входит в  состав Столбищенского сельского поселения.

## География
Село находится на северо-западе района, к северо-западу от аэропорта «Казань».

## Население
| 2002 | 2010  | 2021  |
| ---- | ----- | ----- |
| 1297 | ↗1485 | ↗7388 |

## Инфраструктура
Развито сельское хозяйство. 
Промышленно-складская зона Юбилейная, птицефабрика «Юбилейная», Казанский жировой комбинат.
Железнодорожная станция Юбилейная.

## Транспорт
Автомобильный и железнодорожный транспорт.
Из села до Казани ходят автобусы №197 (из аэропорта через сёла Большие и Малые Кабаны), 559 (из посёлка Тетеево), 528 (из села Нармонка), 118 (из деревни Пиголи), 509 (из села Атабаево) и №103 (из посёлка Чистое Озеро). Также от проспекта Победы курсирует автобус № 120 до ЖК "Южный Парк". 